# Ранковий хор
Ранковий хор — спів багатьох видів співочих птахів на світанку. У країнах з помірним кліматом ранковий хор найрізноманітніший та найпомітніший навесні, коли птахи або позначають територію, намагаючись привернути статевого партнера, або скликають зграю.
В кожному місці різні види співають у дещо різний час. Так, при дослідженні лісів Еквадору було встановлено, що види з більшими очима починають співати першими. Це може вказувати на кореляцію початку співу з кількістю світла, що сприймається птахом. Цікаве спостереження наводиться у п'єсі Ромео і Джульєта, коли спочатку починає співати жайворонок, а потім соловейко. В районах, де птахів багато, ранковий хор може бути настільки гучним, що робить сон людини неможливим. Міжнародний День ранкового хору відзначається щороку у першу неділю травня.